# Octodòntids
Els octodòntids (Octodontidae) són una família de rosegadors que habita exclusivament a Sud-amèrica. Se'n reconeixen tretze espècies repartides en nou gèneres. L'espècie més coneguda és el degú (Octodon degus).
Es tracta de petits rosegadors amb el pelatge espès i de color marró, gris o negre. Tenen el cap relativament gran i el musell puntat. Els ulls són bastant grossos. Les espècies que viuen a la superfície tenen les orelles grans i rodones, mentre que les espècies de vida subterrània (com ara Spalacopus cyanus) les tenen petites. El seu nom científic, «Octodontidae», significa «dents de vuit» i es refereix al fet que les seves dents molars i premolars tenen la superfície masticatòria en forma de número 8.